# Johann Henrich Kleinschmidt

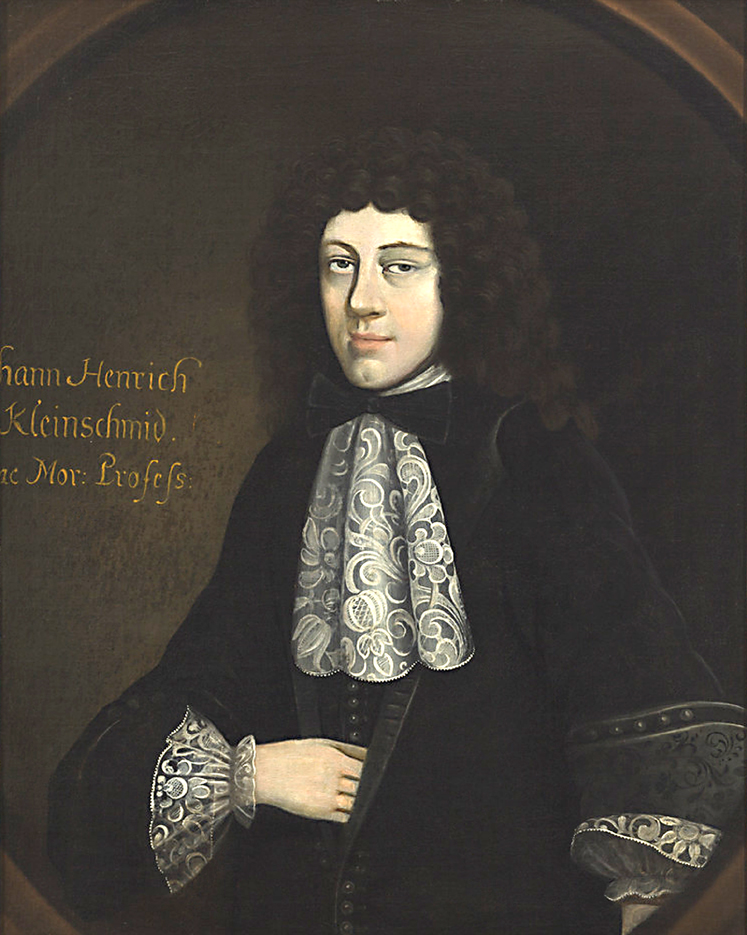
Porträt um 1682

Johann Henrich Kleinschmidt (auch Johann Heinrich Kleinschmid und Henrich Kleinschmidt; * 1. September 1652 in Marburg; † 30. Dezember 1732 ebenda) war ein deutscher Rechtswissenschaftler und Hochschullehrer.

## Leben
Kleinschmidt war Sohn des Rechtswissenschaftlers Johannes Kleinschmidt. Er studierte unter anderem Rechtswissenschaft an der Universität Marburg. Nach einer mehrjährigen Reise durch Europa wurde er in Marburg 1680 zum Lizenziat beider Rechte graduiert. 1683 erhielt er dort eine Stelle als außerordentlicher Professor der Rechte. Am 20. Dezember 1684 wurde er als Professor der Moral ordentlicher Professor an der Philosophischen Fakultät. Dieser Fakultät stand er 1687 und 1691 als Dekan vor.
Kleinschmidt wurde 1684/1685 zum Doktor der Rechte promoviert. Er erhielt 18. Oktober 1692 als Professor der Institutionen die vierte ordentliche Professur der Rechte. Zum 3. Dezember 1704 wurde er dritter ordentlicher Professor der Rechte und damit Professor der Pandekten, bevor er schließlich 1719 die Professur des Kirchenrechts übertragen bekam. Zehnmal hatte er das Amt des Dekans der Juristischen Fakultät inne, darüber hinaus war er 1690, 1700 und 1712 Rektor der Universität.
Er heiratete am 5. September 1689 in Ehlen Anna Maria Keil, die Tochter des Oberamtmanns in Bodenhausen Johannes Keil. Der gemeinsame Sohn, Niclas Wilhelm Kleinschmidt (* 21. Februar 1694 in Marburg; † 24. November 1744) war von 1725 bis 1744 Syndikus der Universität Marburg. Der Oberforstmeister und waldeckische Landstand, Carl von Vultée war ein Enkel.

## Werke (Auswahl)
- De Armis Et Legibus, Stock, Marburg 1683.
- Exhibens suspectum Gallorum iudicium quod est Meti, vulgo de la chambre d'arest de Metz, Kürsner, Marburg 1686.
- Commentatio De Abusu: Per legum pomoeria syntheticè deducta, Stock, Marburg 1689.
- Specimen Academicum De Rege Romano-Germanico, Kürsner, Marburg 1690.
- De Pacto De Non Petendo, Stock, Marburg 1695.
- Oratio secularis de stvdio jvris canonici im postervm diligentivs colendo, Müller, Marburg 1727.